# Gultagging
Gultagging (Cristinia gallica) är en svampart som först beskrevs av Albert Pilát, och fick sitt nu gällande namn av Jülich 1975. Enligt Catalogue of Life ingår Gultagging i släktet Cristinia,  och familjen Stephanosporaceae, men enligt Dyntaxa är tillhörigheten istället släktet Cristinia,  och familjen Atheliaceae. Arten är reproducerande i Sverige. Inga underarter finns listade i Catalogue of Life.